# Cornelia de Langes syndrom
Cornelia de Langes syndrom (CdL) eller Brachmann-de Langes syndrom är en kromosomavvikelse som kännetecknas av bland annat kortväxthet och intellektuell funktionsnedsättning. Syndromet beskrevs första gången 1916 av Wienfried Brachmann och mer ingående av barnläkaren Cornelia de Lange i Amsterdam 1933.

## Förekomst
I USA beräknas ett CdL förekommer hos ett barn på 10 000 - 30 000. I en studie i Storbritannien uppges i stället ett barn på 40 000 - 100 000.

## Symptom[1]
- Lindrig till svår intellektuell funktionsnedsättning.
- Färre fingrar och/eller tår eller sammanväxta fingrar eller tår (syndaktyli).
- Ökad behåring (hirsutism) på rygg, skuldror, öron, armar och ben.
- Sammanväxta ögonbryn.
- Litet huvud (mikrocefali).
- Låg födelsevikt.
- Matningsproblem.
- Epilepsi (ca 25%).
- Hörselnedsättning.

## Orsaker[1]
Mutationer av gen, t ex:
- på korta armen (p) av kromosom 5. Genen har beteckningen NIPBL (Nipped-B-Like). Hos fler än hälften (ca 60%) finns en mutation i NIPBL.

- SMC1L1 på X-kromosomen (har upptäckts hos cirka 4 procent).
- SMC3 och SMC1A.

## Stöd[1]
Utöver medicinsk kompetens är barn med Cornelia de Langes syndrom i behov av habiliteringsinsatser och specialpedagogik. Behoven kvarstår i vuxen ålder och kan tillgodoses genom bland annat bostad med särskild service enligt LSS.